# 清名桥街道
清名桥街道，是中华人民共和国江苏省无锡市梁溪区下辖的一个乡镇级行政单位。2021年10月20日，撤销南禅寺街道、清名桥街道、金匮街道，设立新的清名桥街道。管理长街、新江南花园、家乐花园、谈渡桥、风光里、柴机三区、塘南新村、南苑、妙光塔、槐古桥、清名桥、南扬、伯渎港、清扬第一、清扬第二、大窑路、沁园第一、沁园第二、塘泾桥、沁园第三、五星家园第一、五星家园第二、金匮苑、古运苑、仁康、碧玺26个社区居委会。

## 行政区划
清名桥街道下辖以下地区：
沁园新村第一社区、沁园新村第二社区、沁园新村第三社区、清扬新村第一社区、清扬新村第二社区、南扬新村社区、伯渎港社区、大窑路社区、清名桥社区和塘泾桥社区。